# Leica CL

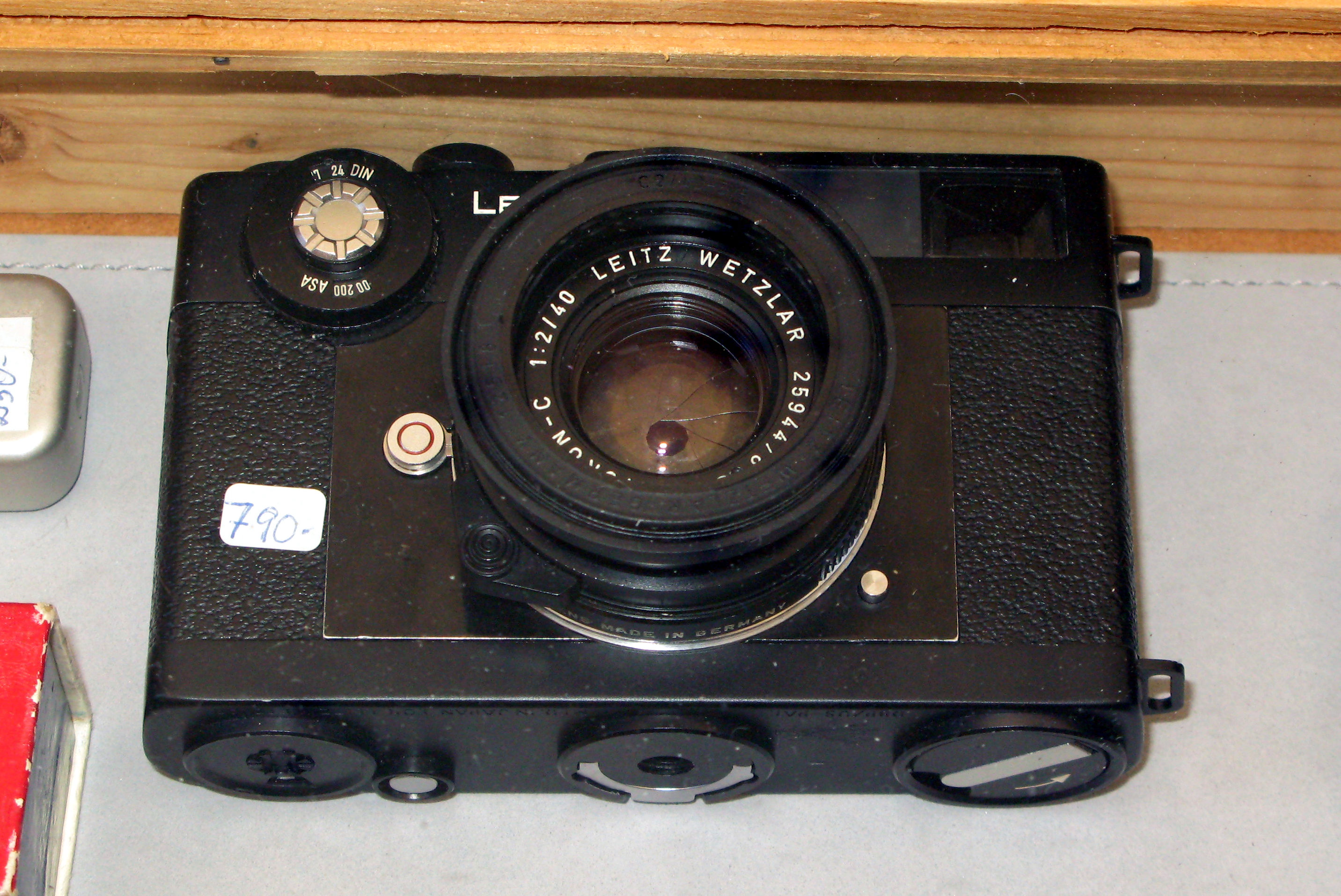
Leica CL

Leica CL — малоформатный дальномерный фотоаппарат с полуавтоматической установкой экспозиции. Совместная разработка немецкой компании Leica Camera и Minolta (Япония).
В Японии продавался под наименованием Leitz Minolta CL.
Все фотоаппараты, Leica CL и Leitz Minolta CL, выпущены в Японии. Производился с 1973 по 1976 год.
Leica CL (Leitz Minolta CL) — самый маленький и самый лёгкий фотоаппарат с байонетом Leica M.
В 1975 году выпущена юбилейная партия в 3500 экз, посвящённая 50-й годовщине фирмы Leica Camera.

## Технические характеристики
- Тип применяемого фотоматериала — плёнка типа 135.
- Размер кадра 24×36 мм.
- Корпус металлический разъёмный, со съёмной задней стенкой и откидным прижимным столиком. Крепление ремня для переноски на боковой стенке камеры.
- Курковый взвод затвора и перемотки плёнки. Курок имеет два положения — рабочее и транспортное.
- Автоматический самосбрасывающийся счётчик кадров.
- Обратная перемотка плёнки головкой типа рулетка (на нижней панели).
- Крепление объектива — байонет Leica M.
  - Возможно применение оптики М39 через адаптер.
- Штатные объективы — Leitz Summicron-C 2/40 (нормальный объектив) и Leitz Elmar-C 4/90 (телеобъектив).[2]
  - В малом количестве выпущен широкоугольный объектив Minolta Rokkor 2,8/28.
  - Объективы, разработанные для Leica CL могут устанавливаться и на аппараты семейства Leica M, но фирма Leica Camera не рекомендует это делать.
  - Почти все объективы, разработанные для Leica M могут устанавливаться и на Leica CL. Исключение составляют некоторые тубусные (складные) и широкоугольные объективы.
- Видоискатель совмещён с дальномером, база дальномера 31,5 мм.
  - При применении длиннофокусных объективов может ухудшиться точность фокусировки.
- В поле зрения видоискателя видны автоматически переключаемые (при смене объектива) кадроограничительные рамки для объективов с фокусным расстоянием 40, 50 и 90 мм. Видоискатель позволяет пользоваться объективом с фокусным расстоянием 35 мм. Автоматическое переключение рамок определяется конструкцией байонета Leica M, ручное переключение невозможно.
- Увеличение окуляра видоискателя 0,6×.
- Фотографический затвор — механический фокальный с матерчатыми шторками, с вертикальным движением шторок.
- Выдержки затвора от 1/2 до 1/1000 с и «В», «невращающаяся» головка выдержек на передней панели камеры.
- Выдержка синхронизации — 1/60 с, центральный синхроконтакт «Х».
- Обойма для крепления фотовспышки и сменных видоискателей.
- Автоспуск отсутствует.

### Полуавтоматическая установка экспозиции
Фотоаппарат Leica CL имеет полуавтоматическую установку экспозиции с помощью TTL-экспонометрического устройства. 

CdS-фоторезистор размещён на качающемся кронштейне перед шторками затвора. Перед началом движения шторок кронштейн убирается за пределы кадрового окна. 

Источник питания экспонометрического устройства — один ртутно-цинковый элемент типа PX625. 

На передней панели камеры размещена головка ввода светочувствительности фотоплёнки, совмещённая с головкой установки выдержек. Значения светочувствительности 25-1600 ISO. 

При установленном значении выдержки и светочувствительности плёнки прижатием кнопки спуска осуществляется включение экспонометрического устройства. 

В поле зрения видоискателя стрелочным индикатором отображается информация света много — света мало — нормальная экспозиция. Правильная экспозиция подбирается вращением кольца установки диафрагмы. Определение экспозиции возможно только при взведённом затворе.

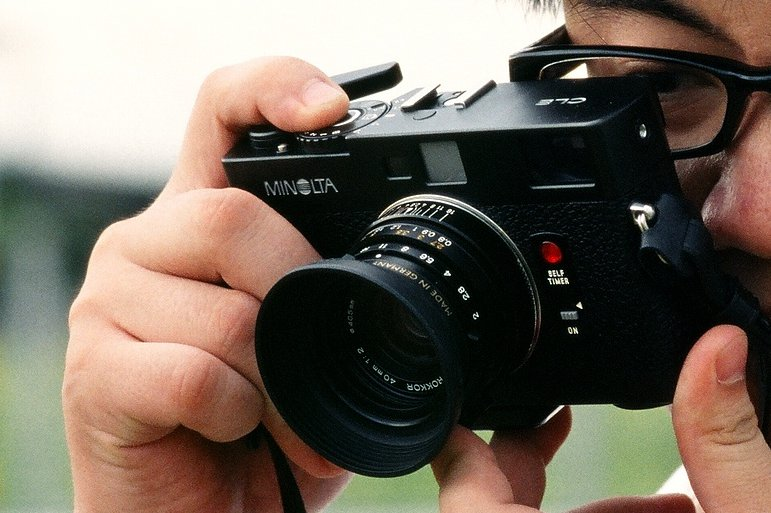
Minolta CLE

## Minolta CLE
Дальнейшая разработка фирмы Minolta — Minolta CLE — малоформатный дальномерный фотоаппарат с автоматической установкой экспозиции (приоритет диафрагмы). Камера оснащена TTL-экспонометром и шторным затвором, который взводится механически, первая штора спускается так же механически, а вторая электрическим соленоидом, что позволяет точно отсекать выдержки без механического кулачка. Крепление объектива — байонет Leica M.